# 樟宜東車廠
樟宜東車廠（英語：Changi East Depot）是一個位於新加坡樟宜東的純維修型（full maintenance）列車車廠，目前仍在規劃階段，預計於2030年起竣工並投入服務。
該車廠將會作未來跨島線的營運之用，包括一幢鐵路行政大樓、調車場（stabling yard）及維修工棚。跨島線的營運控制中心（Operation Control Centre，簡稱「OCC」）亦會設在行政大樓內。
該車廠將位於跨島線航空園地鐵站外。

## 歷史
陆路交通管理局於2019年1月25日就該車廠的相關事宜首次對外公布。起初該車廠擬以地下車廠形式興建，但後來卻打算於樟宜規劃區的東部區域興建一個地面車廠。
有關樟宜東車廠及其相關設施的建造之CR101合約於2021年5月28日批出予中國京冶工程技術有限公司（新加坡分公司），合同金額為10.5億新加坡元。工程將於2021年下半年展開，並於2030年完成。